# Metaphareus albimanus
Metaphareus albimanus is een hooiwagen uit de familie Stygnidae.